# Anne Burrell
Anne W. Burrell (Cazenovia, Nueva York, 21 de septiembre de 1969 – Nueva York, 17 de junio de 2025) fue una cocinera estadounidense, personalidad televisiva y profesora en el Institute of Culinary Education. Presentó el programa Secrets of a Restaurant Chef en Food Network y copresentó Worst Cooks in America. También fue una de las ayudantes de cocina de Mario Batali en la serie Iron Chef America y apareció en otros programas de la cadena, como The Best Thing I Ever Ate.

## Primeros años
Burrell nació en Cazenovia, Nueva York, el 21 de septiembre de 1969. Se interesó por primera vez en la cocina a los tres años, después de ver a la chef estadounidense Julia Child y fijarse en la comida casera que preparaba su madre. Su madre, Marlene, era propietaria de una floristería. Por su parte, su padre, aunque al principio no apoyaba su decisión de dedicarse a la cocina, más tarde le brindó su apoyo. El primer trabajo de Burrell fue en un restaurante del centro de Siracusa, Nueva York. Más tarde asistió al Universidad Canisius de Búfalo, Nueva York, donde se graduó con una licenciatura en Inglés y Comunicaciones en 1991.
Un año más tarde, Burrell se matriculó en el Culinary Institute of America, donde se graduó en 1996 con un título de asociado en estudios ocupacionales (A.O.S.). También estudió en el Italian Culinary Institute for Foreigners (ICIF) en Asti, en la región del Piamonte, Italia.

## Carrera

### Restaurantes
Tras su experiencia en el ICIF, Burrell permaneció en Italia, donde trabajó en varios restaurantes durante nueve meses. Trabajó en La Bottega del '30, un pequeño restaurante de la Toscana, Italia, con un solo turno cada noche. Burrell regresó a Estados Unidos como sous chef en Felidia, propiedad de la famosa chef Lidia Bastianich. Se convirtió en chef de Savoy, un pequeño restaurante con menú fijo. Después de Savoy, Burrell comenzó a dar clases en el Institute of Culinary Education. El hijo de Lidia Bastianich y restaurador, Joe Bastianich, y el chef Mario Batali nombraron a Burrell chef de Italian Wine Merchants, su tienda de vinos de Nueva York.
Más tarde se convirtió en chef ejecutiva de Centro Vinoteca, un restaurante italiano en la zona de West Village de Nueva York que abrió sus puertas en 2007. Dejó el restaurante en septiembre de 2008 debido a su apretada agenda y a sus numerosos compromisos. Su marcha también significó que no empezaría a trabajar en Gusto Ristorante, ya que ambos restaurantes forman parte del Mangia Hospitality Group. Burrell tenía previsto abrir su primer restaurante en 2010 en la ciudad de Nueva York. Burrell abrió su restaurante, Phil & Anne's Good Time Lounge, en Brooklyn en la primavera de 2017, aunque en abril de 2018 el restaurante había cerrado."

### Televisión
En 2005, el chef Mario Batali le pidió a Burrell que fuera una de sus ayudantes de cocina, junto con el chef y restaurador Mark Ladner, para la grabación piloto de la serie Iron Chef America de Food Network. Ella siguió siendo su ayudante de cocina durante su participación en el programa. La serie de Burrell en Food Network, Secrets of a Restaurant Chef, se estrenó el 29 de junio de 2008. En 2009, apareció en otro programa de Food Network, The Best Thing I Ever Ate, en el que los chefs cuentan cuáles son sus platos favoritos.
En 2010, Burrell y el chef Beau MacMillan presentaron Worst Cooks in America, un reality show de Food Network. Burrell y su copresentador guiaron a los concursantes a través de un "campamento de entrenamiento culinario" en su camino para convertirse en mejores cocineros. La primera temporada se estrenó el 3 de enero de 2010. La chef Burrell ganó el desafío cuando su recluta, Rachel Coleman, venció a la recluta de MacMillan, Jenny Cross. La segunda temporada se estrenó el 2 de enero de 2011, con el chef Robert Irvine sustituyendo al chef MacMillan. Para aumentar el interés, Irvine y Burrell hicieron una apuesta paralela, en la que Burrell se arriesgaba a perder su característico peinado y Irvine se arriesgaba a teñirse el pelo de rubio platino. La chef Burrell ganó tanto la competición como la apuesta paralela, cuando su recluta, Joshie Berger, venció al recluta de Irvine, Georg Coleman.
También en 2011, Burrell quedó en cuarto lugar en la competición culinaria The Next Iron Chef en Food Network, siendo eliminada en la sexta semana de la competición. La tercera temporada de Worst Cooks in America se estrenó el 12 de febrero de 2012. El chef Bobby Flay fue el nuevo copresentador/chef de la tercera temporada. La chef Burrell volvió a ganar la competición, cuando su recluta Kelli Powers derrotó al recluta de Flay, Vinnie Caligiuri. La cuarta temporada comenzó el 17 de febrero de 2013. La cuarta temporada concluyó con la victoria del equipo de Flay sobre el de Burrell, cuando su recluta, Alina Bolshakova, venció a la recluta de Burrell, Rasheeda Brown. También participó en la primera temporada del torneo Chopped All-Stars, donde quedó en tercer lugar, por detrás de Nate Appleman (ganador) y Aarón Sánchez. En 2015, Burrell ganó la cuarta edición del torneo Chopped All-Stars, ganando 75 000 dólares para la Juvenile Diabetes Research Foundation.

### Otros proyectos
En 2009, Burrell apareció junto a su compañero de Food Network Guy Fieri en el Guy Fieri Roadshow. Burrell, junto con sus compañeras de Food Network Sunny Anderson y Claire Robinson, apareció en el desfile de Macy's Thanksgiving Day Parade en la carroza de Food Network. Burrell presentó un crucero de 11 días de Food Network por el Mediterráneo y el Atlántico a bordo del nuevo Celebrity Silhouette a finales de 2011. Desde junio de 2012 hasta octubre de 2013, Burrell presentó Chef Wanted with Anne Burrell en Food Network. El programa se emitió durante tres temporadas y 36 episodios.
Los dos libros de cocina de Burrell con Suzanne Lenzer, Cook Like a Rock Star (2011; ISBN 9780307886750) y Own Your Kitchen: Recipes to Inspire and Empower (2013; ISBN 9780385345576), fueron éxitos de ventas del New York Times.
Burrell había estado estudiando comedia improvisada en The Second City, en Brooklyn, y había actuado allí la noche antes de su muerte.

## Vida personal y muerte
Burrell publicó una declaración en 2012 en la que confirmaba que había mantenido una relación con su novia, la chef Koren Grieveson, durante dos años, después de que el autor de libros de cocina Ted Allen aparentemente revelara su orientación sexual en un programa de radio. Burrell rebatió la idea de que se hubiera revelado su orientación sexual, afirmando que nunca había ocultado su sexualidad. El 31 de diciembre de 2012, Burrell tuiteó que estaba comprometida con Grieveson, pero más tarde la pareja rompió.
En 2018, conoció a Stuart Claxton a través de la aplicación de citas Bumble. El 21 de abril de 2020, Burrell anunció que ella y Claxton estaban comprometidos. Los dos se casaron el 16 de octubre de 2021.
Burrell murió en su apartamento de Brooklyn, el 17 de junio de 2025, a la edad de 55 años. Su marido la vio con vida por última vez alrededor de la 1 de la madrugada, y fue encontrada inconsciente y sin respuesta en el suelo de la ducha, con aproximadamente 100 pastillas cerca, alrededor de las 7:50 de la mañana. El 24 de julio de 2025, se anunció que la muerte de Burrell había sido declarada suicidio por "los efectos combinados de difenhidramina, etanol, cetirizina y anfetamina".